# 실케보르

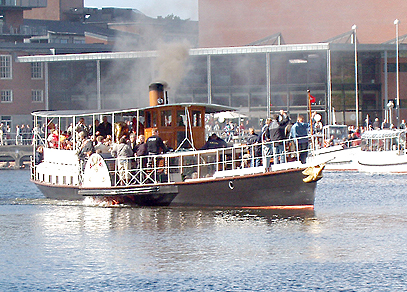
실케보르 항

실케보르(덴마크어: Silkeborg)는 덴마크 윌란반도 중부에 위치한 도시로, 인구는 42,807명(2012년 1월 1일 기준)이며 행정 구역상으로는 중앙윌란 지역 실케보르 시에 속한다. 도시 전체가 호수를 경계로 남북으로 나뉘어 있으며 스키장으로 유명한 도시이다.

## 자매 도시
- 노르웨이 아렌달
- 보스니아 헤르체고비나 바냐루카
- 폴란드 기지츠코
- 독일 카이저슬라우테른
- 스웨덴 칼마르
- 미국 코로나
- 핀란드 사본린나